# Restella
Restella es un género botánico con una especies de plantas de flores perteneciente a la familia Thymelaeaceae

## Especies seleccionadas
- Restella alberti